# 西四镇
西四镇，是中华人民共和国辽宁省鞍山市海城市下辖的一个镇。

## 行政区划
西四镇下辖以下地区：
西四社区、新后社区、后剪村、响水村、八家子村、青台村、太平村、前郭村、李家村会、耿隆村、下坎村、北海村、南海村、刘家村和前剪村。